# Anuario estadístico de la ciudad de Barcelona (1903 - 1923)
L'Anuario estadístico de la ciudad de Barcelona va ser una publicació de periodicitat anual en format de llibre. S'hi van plasmar les estadístiques municipals de Barcelona entre els anys 1903 i 1923.

## Naixement
El naixement de l'Anuario Estadístico de la ciudad de Barcelona es podria considerar un dels resultats de les eleccions municipals de l'any 1901 a Catalunya. L'èxit rotund de La Lliga regionalista va trencar l'hegemonia dels partits dinàstics i va provocar un canvi de signe a l'Ajuntament de Barcelona. La Lliga era un partit catalanista de base benestant, i la burgesia catalana tenia especial interès a elevar el prestigi de Barcelona, que es trobava en desenvolupament, al de capitals europees com París o Londres. Aquesta predisposició a millorar la ciutat es produeix en un context de forta influència del moviment municipalista, que va sorgir a Anglaterra durant la segona meitat del segle xix. El municipalisme, de caràcter socialista i reformista, buscava la creació i millora dels serveis urbans.
Així doncs, el Consistori, amb l'objectiu de reestructurar i modernitzar l'administració municipal, va començar a intervenir en la gestió dels serveis públics. Tanmateix, es va veure limitat per la falta d'informació clara i entenedora sobre la situació de la ciutat de Barcelona.
D'altra banda, una comissió formada per Francesc Cambó, Bonaventura M. Plaja i Joan Moles va emetre un comunicat, Memoria referente a la organización de servicios municipales, en què s'insistia en la necessitat de crear un nou negociat d'estadística. La corrupció de la Hisenda Municipal havia estat un problema constant que pretenien combatre a través de les dades estadístiques.
Com a resultat de tot això, l'Ajuntament de Barcelona va decidir obrir un concurs públic per tal de contractar professionals desvinculats de l'Ajuntament amb una trajectòria professional en l'estadística. Així, el 25 d'octubre de 1902, Manuel Escudé i Bartolí va ser escollit com el primer director de servei d'estadística de Barcelona, anomenat “Negociado de Estadística, padrón y elecciones del Ayuntamiento de Barcelona”.
Un any més tard de la creació del negociat, l'any 1903, l'Ajuntament de Barcelona va decidir publicar totes les dades estadístiques que tractava el negociat. Sota la direcció del mateix Escudé, es va començar a publicar l'Anuario Estadístico de la ciudad de Barcelona.
Segons l'editorial fundacional, l'objectiu principal de l'anuari era mostrar els resultats de la gestió administrativa i municipal, els recursos amb què contava l'ajuntament i les necessitats que s'havien d'atendre. A través de l'anuari, el Consistori pretenia que la població conegués amb certesa on anaven a parar les seves contribucions. A l'editorial fundacional, Escudé explicita que un altre dels objectius de l'anuari era desmentir totes aquelles “falses llegendes respecte Barcelona”, com les que deien que era insalubre o insegura, i que perjudicaven la imatge de la ciutat: “El anuario pretende dar a conocer a propios y extraños lo que es Barcelona en el concierto de las grandes capitales”.
A causa de la manca de dades, completar les sis-centes pàgines que van conformar el primer anuari, creat a contrarellotge, no va ser una tasca fàcil. Així ho explica Escudé Bartolí al final de l'editorial fundacional:
“Los obstáculos e inconvenientes con que he tenido que luchar para coleccionar las cifras que se consignan débense a la premura con que se ha tenido que publicar este primer Anuario y a la incuria natural de toda nueva empresa. Muchos datos que es conveniente vulgarizar yacen en el fondo de esas oficinas, dispersos o acumulados en multitud de expedientes y que no nos ha sido dable utilizar. Téngase presente este antecedente como justificación de las lagunas que las personas ilustradas puedan observar, siendo de esperar, como confiadamente esperamos, que en lo sucesivo podremos ampliar las estadísticas que hoy publicamos y formar otras respecto a las cuestiones sociales, auxiliados por las corporaciones y entidades patronales y obreras, de las que esperamos nos facilitarán datos para formar más perfecto conocimiento de los fenómenos de todo linage que se producen en el complejo organismo de nuestra querida ciudad”.

## Història
L'Ajuntament de Barcelona i el negociat d'estadística van publicar quinze anuaris entre els anys 1903 i 1918. El primer anuari, el de 1902, es va publicar el gener de 1903. El de 1903, però, no va ser publicat l'any següent, sinó dos anys més tard, el 1905. Tots els anuaris que van venir després van mantenir-se en aquesta línia fins al 1919, any en què es va suspendre la publicació. El volum XVI, que corresponia a les dades estadístiques de l'any 1917, no va veure llum fins a l'any 1921. Sota el títol “Advertencia”, Escudé va explicar els motius del retard quan l'anuari va ser finalment publicat:
“Los problemas económicos de la postguerra, en todos los países han sido en España tanto o más graves que en otras partes, y, por lo que a las artes gráficas se refiere, la sensible carestía del papel primero, absoluta respecto a la clase de papel que empleamos desde que se publica este libro, después a los elevados e inestables precios y principalmente a la dificultad de proveerse de este material, nos han obligado a retrasar la publicación”
Tot i que pel to d'Escudé semblava tractar-se d'una circumstància excepcional, la realitat és que el següent i darrer volum de l'Anuario estadístico de la ciudad de Barcelona no va ser publicat fins a l'any 1923. El volum XVII presentava de forma conjunta les dades estadístiques dels anys 1918, 1919 i 1920. En aquella ocasió, Escudé no donava cap explicació.
Cal destacar que en aquest últim volum el negociat d'estadística ja no constava com el seu creador, sinó l'Institut d'Estadística i Política Social, que havia sigut creat l'any 1921 i tenia també com a cap a Escudé i Bartolí.
| Any de les dades estadístiques | Any de publicació | Volum |
| ------------------------------ | ----------------- | ----- |
| 1902                           | 1903              | I     |
| 1903                           | 1904              | II    |
| 1904                           | 1905              | III   |
| 1905                           | 1906              | IV    |
| 1906                           | 1907              | V     |
| 1907                           | 1909              | VI    |
| 1908                           | 1910              | VII   |
| 1909                           | 1911              | VIII  |
| 1910                           | 1912              | IX    |
| 1911                           | 1913              | X     |
| 1912                           | 1914              | XI    |
| 1913                           | 1915              | XII   |
| 1914                           | 1916              | XIII  |
| 1915                           | 1917              | IV    |
| 1916                           | 1918              | VI    |
| 1917                           | 1921              | XVI   |
| 1918/1919/1920                 | 1923              | XVII  |

Quant a l'estructura, els anuaris començaven sempre amb l'exposició dels membres de l'Ajuntament de Barcelona, detallant els càrrecs de cadascun: alcaldes, regidors, tinents d'alcalde i membres de les diferents comissions permanents (hisenda, governació i foment). Després presentava un índex en què apareixien numerades les diferents seccions que es tractaven en l'anuari en qüestió.
Hi havia unes seccions permanents que apareixen pràcticament a tots els volums de l'anuari i que generalment es corresponen amb les seccions del primer. Va ser la Comissió d'Estadística de l'Ajuntament de Barcelona, formada per Francesc Cambó, Joan Moles, Jaume Carner, Ramon Albó i Clemente Selvas, l'encarregada d'aprovar el sumari que havia de seguir aquesta primera edició de l'anuari. El sumari fou el següent:
- Territori
- Població
- Natalitat
- Nupcialitat
- Mortalitat
- Vigilància i seguretat
- Policia urbana
- Museus municipals
- Beneficència
- Justícia
- Cementiris
- Riquesa imposable
- Hisenda Municipal
- Abastos
- Industries
- Comerç i institucions de previsió
- Concursos d'edificis

Amb el temps, a aquestes seccions es van afegir d'altres que també van tenir certa continuïtat (com les seccions de clima, eleccions, deute o cultura), així com algunes que només van aparèixer de manera intermitent (alguns exemples són ramaderia, pesca, festeigs, urbanització i obres o transports)
Tot i que pot semblar estrany, cap dels disset volums de l'Anuario estadístico de la ciudad de Barcelona presenta dades estadístiques sanitàries. Això és així perquè, des de l'any 1888, el Cos Mèdic Municipal s'havia estat encarregat de recollir a la Gaceta Sanitaria de Barcelona tota la informació estadística sobre l'assistència mèdica municipal, el moviment de la població, les malalties més comunes i les observacions meteorològiques. Sovint als anuaris s'incloïen articles que, mitjançant una anàlisi més exhaustiu, aprofundien en les temàtiques que tractaven les estadístiques. La major part d'aquests articles tractaven el creixement demogràfic de la ciutat i els problemes urbans, sanitaris i educatius que provocava.
Això està relacionat amb l'interès que suscitava el creixement constant de la ciutat de Barcelona, no només per les agregacions municipals que s'havien estat produint, sinó també per l'arribada d'immigrants de fora i dins de Catalunya. D'aquí la importància de les seccions de població, natalitat, nupcialitat, mortalitat i territori.
En aquest sentit destaca la col·laboració del Dr. González Balaguer amb el seu article “La mortalitat a Barcelona”, que es va incloure al segon volum. A l'article, l'higienista compara la mortalitat de Barcelona, deguda principalment a la insalubritat dels carrers i les llars, amb la d'altres grans ciutats. Balaguer també estudia la seva disminució progressiva, la relaciona amb factors com l'edat, el sexe, el barri o l'estatus social i tracta les circumstàncies que l'afavoreixen.
Com el d'en Dr. Balaguer, els disset volums de l'Anuario estadístico de la ciudad de Barcelona van incloure articles d'una infinitat de personalitats prestigioses i d'experts en diferents camps. Cal destacar, però, la col·laboració entre el servei d'estadística de Bartolí i l'Oficina de Demografía, Estadística i Padrón Sanitario d'Enrique Raduá, adscrita a l'Institut d'Higiene Urbana (evolució de la Gaceta Sanitaria). Des del 1907, totes les estadístiques sobre el moviment demogràfic dels anuaris apareixen signades per l'Oficina de Demografia.
Respecte a les monografies, cal destacar-ne Monografía Estadística de las clases trabajadoras de Barcelona, escrita pel mateix Escudé i inclosa com a apèndix a l'anuari de l'any 1917. Bartolí, que va començar a decantar-se pels temes socials, va fer una anàlisi del desenvolupament de la ciutat de Barcelona com a ciutat industrial, i el va relacionar amb la producció de riquesa i les condicions de treball i de vida dels obrers. Després de classificar teòricament els tipus de treball i exposar els censos obrers de Barcelona, Escudé va analitzar les jornades i els sous dels treballadors de Barcelona afirmant la necessitat d'escurçar les jornades laborals i regularitzar els salaris. Escudé també va tractar les necessitats bàsiques de la població. D'entre temes com l'alimentació o la roba, va insistir en el problema de l'habitatge a causa de l'augment de la construcció sense controls ni garanties. Com a solució, va proposar la construcció de cases accessibles pels obrers. Aquesta monografia és especialment interessant, no només per les conclusions d'un expert com Manuel Escudé i Bartolí, sinó també per les seves citacions a l'informe sobre la classe obrera de Charles Booth o els treballs de Webb, sociòleg i economista.

## Final
L'Anuario estadístico de la ciudad de Barcelona es va deixar de publicar després del volum de l'any 1923. Respecte a les causes de la mort de l'anuari, el seu context és el de la jubilació de Manuel Escudé i Bartolí, que es va produir el mateix 1923, i una forta crisi a l'Ajuntament de Barcelona. D'altra banda, com indica Carme Massana a Los “Anuarios Estadísticos de la ciudad de Barcelona” 1902 - 1923 y el socialismo municipal, l'any 1923 es va iniciar a Espanya la dictadura de Primo de Rivera, i això possiblement va convulsionar la situació a les seus de les institucions catalanes.
El Negociat d'Estadística va ser fusionat amb el Registre Civil i l'Institut municipal d'estadística en un nou organisme, anomenat també Institut municipal d'estadística. Quant a les dades estadístiques, entre els anys 1921 i 1926 no es va editar cap volum que les recollís, i no va ser fins al 1927 que es van tornar a publicar com a annex de la Gaseta municipal.
La publicació de l'Anuario estadístico de la ciudad de Barcelona és considerada una obra de referència pels experts en la matèria, ja que suposa l'inici de l'estadística a Barcelona. A més, les seves dades han facilitat la realització de molts estudis posteriors sobre la història de la ciutat.

## Directors, presidents i vocals
|                  | 1911 | 1912 - 1913 | 1914 - 1915 | 1916 - 1917                                                                                     | 1918                                                                                             |
| ---------------- | --- | --- | --- | ----------------------------------------------------------------------------------------------- | ------------------------------------------------------------------------------------------------ |
| Cap del negociat | Manuel Escudé i Bartolí                                                                                                   | Manuel Escudé i Bartolí | Manuel Escudé i Bartolí | Manuel Escudé i Bartolí                                                                         | Manuel Escudé i Bartolí                                                                          |
| President        | José Puig de Aprer | José Tarrés Boada | Rafael Vallet Sabater | Santiago de Riba i España                                                                       | Rafael Ulled i AltemirEjemplo                                                                    |
| Vocals           | Manuel Santamaría González, Martín Herrero Altuna, Juan Nualart Palet, Ignacio Iglesias Pujadas, Buenaventura Roig Rovira | Antonio Serra Furnells, José Caracereny García, Pedro Figueras Blanch, Juan Nualart Palet, Rafael Vallet Sabater, Juan Arola Solé | Antonio Serra Furnells, Francisco Puig Alfonso, Santiago Riba España, Luis Mesa Aventín, Luis Figueroa Marín. Antonio Cuadrench Ferrer | Mariano Martí Ventonsa, Javier Calderó y Coronas, Eladio Gardó y Ferrer, Manuel Serrat i Puigbó | Antonio Montaner i Castaño, Javier Calderó i Coronas, Ramón Coll i Rodés, Javier Gambús i Ballvé |

La composició del negociat canviava cada dos anys. No hi ha dades sobre la identitat dels membres del negociat d'estadística ni d'abans del 1911 ni de després del 1918, al marge que Escudé va estar el seu cap durant els vint anys de vida de la publicació. L'anuari va ser creat en el si del negociat, pel que, d'alguna manera, tots els seus membres van participar en la seva creació. Quant als col·laboradors, l'anuari va estar actiu durant molts anys i va rebre dades d'infinitat d'institucions, així com informes de molts especialistes en diversos temes. Seria, doncs, molt difícil arribar a construir una taula amb tots aquells que hi van participar en els disset volums que existeixen.